# 정순덕 (1933년)
정순덕(鄭順德, 1933년 8월 11일(음력 6월 20일) ~ 2004년 4월 1일)은 한국 전쟁 중 지리산에서 조선인민유격대 여성대원으로 활동한 대한민국의 비전향 장기수이다.

## 생애
경상남도 산청군 삼장면 내원리 출신이다. 1950년 3월 29일, 10대 후반의 나이에 성석근과 결혼했으나, 한국 전쟁 중 북괴군이 지역을 점령했을 때 도왔던 남편(부군) 성석근 씨가 대한민국 국군을 피해 조선인민유격대에 입대하면서 결혼 몇 달 만에 헤어지게 되었다.
1951년 2월에 남편을 찾아 겨울옷을 챙겨들고 지리산으로 들어갔다. 20여 일 동안 같이 지낸 끝에 성석근이 사망하자 유격대에 합류하여 빨치산으로 활동했다. 남성대원인 이홍이와 함께 1963년까지 체포되지 않아 '마지막 빨치산'이 되었다.
1963년 11월 12일 새벽에 생가 근처인 지리산 내원골에서 체포되었다. 이때 함께 있던 이홍이는 사살되었다. 체포 당시 총상을 입은 다리를 절단하고 무기징역형을 선고받아 수감 생활을 하다가 1985년 석방되었다. 수감 기간은 약 23년이며 이 기간 중 전향했다. 석방 후에는 비전향 장기수들이 모여 사는 서울 관악구의 만남의 집에서 살림을 맡았다.
2000년 6·15 남북 공동선언에 따라 그때까지 비전향으로 남아 있던 장기수들이 조선민주주의인민공화국으로 송환될 때 정순택 등과 함께 양심 선언을 했다. 정순덕은 자신의 전향은 고문과 강요가 동반된 전향 공작에 따라 전향서에 강제로 도장을 찍은데 불과했다고 주장했으며, 전향을 취소하고 북조선으로의 송환을 요구했다.
그러나 고향이 경남 지역이고 전향서를 쓴 적이 있다는 이유로 송환은 성사되지 않았고, 대한민국에 남아 있다가 2004년 인천에서 사망했다.

## 참고 자료
- 김동훈 (2004년 4월 2일). “‘마지막 빨치산’ 정순덕 할머니 숨져”. 한겨레. 2005년 4월 26일에 원본 문서에서 보존된 문서. 2008년 6월 19일에 확인함.
- 윤성효 (2000년 8월 4일). “9월초 북송 앞둔 '마지막 빨치산' 정순덕 할머니 - "젊은이들이여, 통일사업 열심히 하라"”. 오마이뉴스. 2008년 6월 19일에 확인함.